# شان نلسون (بازیگر)
شان نلسون (به انگلیسی: Sean Nelson) (زاده ۹ مهٔ ۱۹۸۰) بازیگر آمریکایی است. از فیلم‌های معروف او می‌توان به بازی در فیلم بوفالوی آمریکایی، کیفیت بالاتر و تازه اشاره کرد.